# 宮城県道5号気仙沼港線
宮城県道5号気仙沼港線（みやぎけんどう5ごう けせんぬまみなとせん）は宮城県気仙沼市を通る県道（主要地方道）である。

## 概要
気仙沼港から東浜街道（宮城県道26号気仙沼唐桑線）に接続する道路である。
起点の魚町は、気仙沼港内湾の高台にそびえる五十鈴神社の麓にあたり、ここから海側の道路に入っていく。震災後に整備された気仙沼港の防潮堤のそばを通過していくが、この防潮堤は県のミスで住民合意のものより22cm高く建設したため議論が紛糾した箇所にあたる。県道気仙沼唐桑線とは街区１ブロックを挟んで並行する。湾奥に整備された商業施設（Pier7）を通り過ぎた先を右折すると、まもなく県道気仙沼唐桑線と再び合流して終点となる。

### 路線データ
- 実延長 : 570.0 m[2]
- 起点 : 気仙沼市魚町（気仙沼港）
- 終点 : 気仙沼市南町

## 歴史
- 1954年（昭和29年）12月27日 - 宮城県告示第934号により、主要地方道21号「気仙沼港線」として、気仙沼港～気仙沼市釜の前（現在の魚町）の二級国道八戸仙台線（後の国道45号、現在の県道気仙沼唐桑線）分岐までの路線として認定。
- 1993年（平成5年）
  - 5月11日 - 建設省から、県道気仙沼港線が気仙沼港線として主要地方道に指定される[3]。
  - 10月19日 - 県道番号が決定され、従前の主要地方道15号から、県道5号に変更される。（12月1日より施行）[4]
- 2011年（平成23年）3月11日 - 東北地方太平洋沖地震（東日本大震災）により大きな被害を受ける。

## 地理

### 通過する自治体
- 気仙沼市

### 交差する道路
- 宮城県道26号気仙沼唐桑線（終点）

### 沿線の施設
- 気仙沼漁港（内湾）
- 神明崎
- 浮見堂（立ち恵比寿像）
- 旧エースポート（大島汽船フェリー乗り場）
  - 気仙沼湾観光船乗り場
- 七十七銀行気仙沼支店
- 岩手銀行気仙沼支店
- 気仙沼信用金庫本店
- 武山米店炊飯博物館

### 交通量
- 気仙沼市魚町二丁目5-8 - 5,468台（令和３年度　12時間交通量）[5]